# Sterling Highway

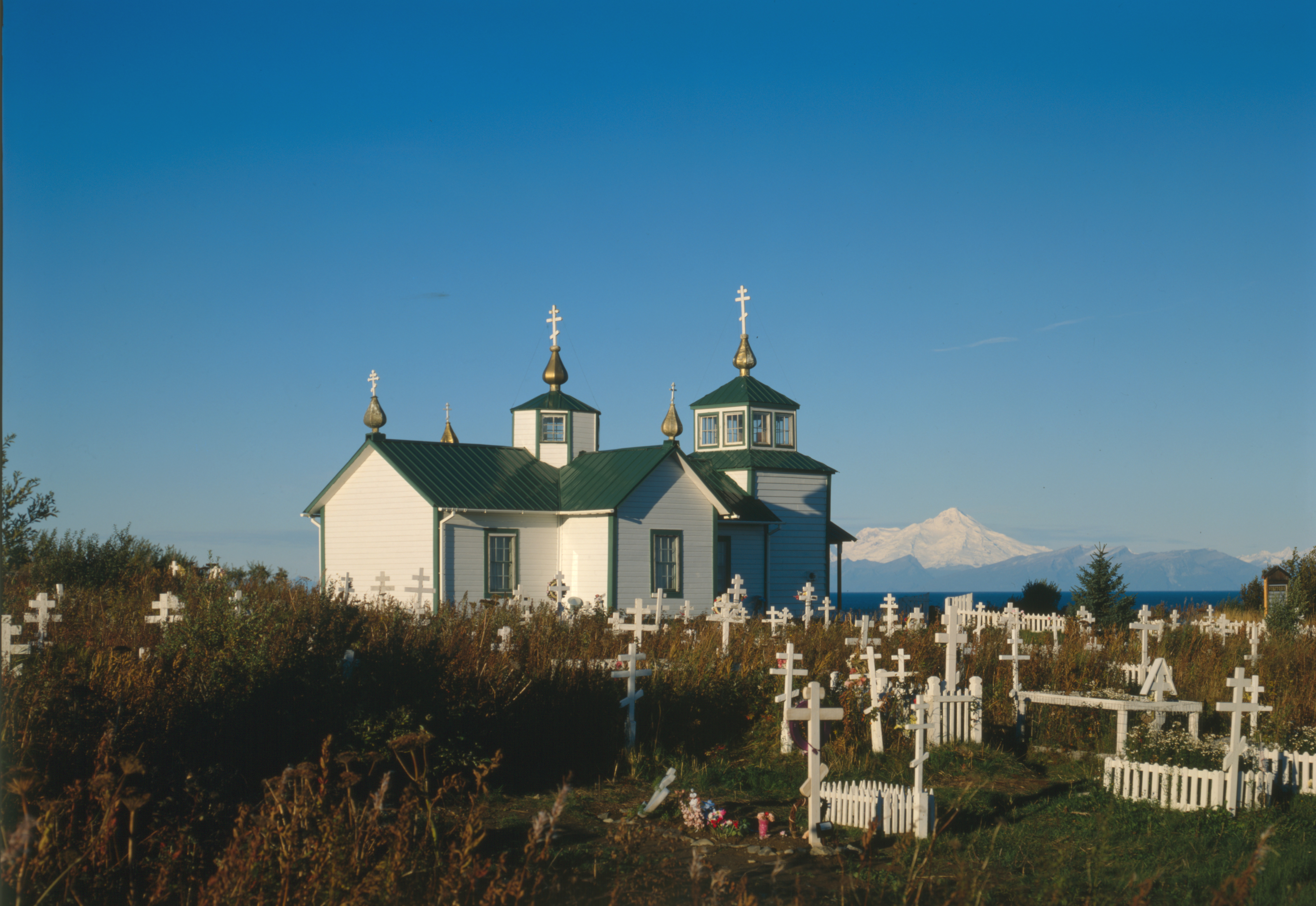
Église orthodoxe de Ninilchik le long de la Sterling Highway

La Sterling Highway est une route d'Alaska aux États-Unis qui s'étend sur 229 kilomètres (142 mi) dans le centre sud de l'état, entre l'embranchement de Tern Lake Junction (où se trouve une plateforme d'observation des oiseaux) avec la Seward Highway au sud d'Anchorage et Homer.
La construction de la route a commencé en 1947 pour s'achever en 1950 elle fait partie de la Route Alaska 1. Elle se dirige à l'ouest, depuis Tern Lake vers Soldotna, parallèlement à la rivière Kenai, puis, part vers le sud pour longer la côte est du Golfe de Cook.
C'est la seule route du centre ouest de la Péninsule Kenai, et la majeure partie de la population de la péninsule habite à proximité de cet axe. La route donne aussi accès à de nombreuses ressources touristiques, et autres zones de loisirs aménagées, pour la pratique de la pêche ou de la randonnée le long de la Funny River ou de la Russian River.

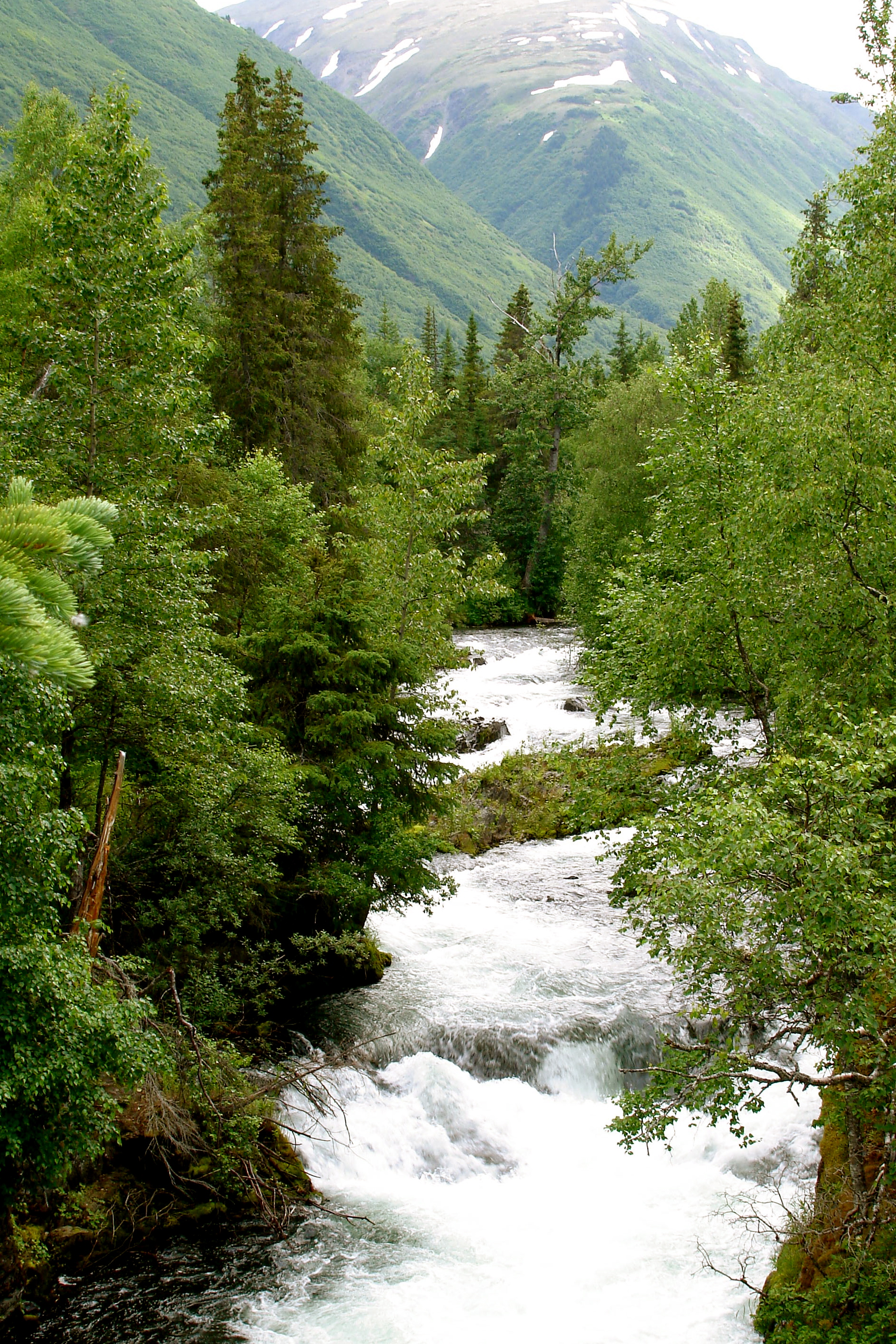
Russian River

L'extrémité sud de la route se trouve à Homer Spit, une langue de sable qui s'étend sur plusieurs kilomètres dans la Kachemak Bay. De là partent les ferries de l'Alaska Marine Highway.
Le kilométrage de la Sterling Highway ne commence pas à zéro, mais au kilomètre 59, afin de suivre celui de la Seward Highway qui la rejoint près de Tern Lake.

## Villes desservies
- Tern Lake Junction (embranchement avec la Seward Highway), au km 59
- Cooper Landing, au km 78
- Russian River, au km 85
- Sterling, au km 130
- Soldotna, au km 152
- Ridgeway
- Sterling
- Kenai au km 152
- Kasilof, au km 175
- Tustumena Lake
- Skilak Lake par la Skilak Lake Loop Road
- Clam Gulch, au km 190
- Ninilchik, au km 218
- Anchor Point, au km 252
- Diamond Ridge
- Homer, au km 278
- Fox River